# Consuetudine

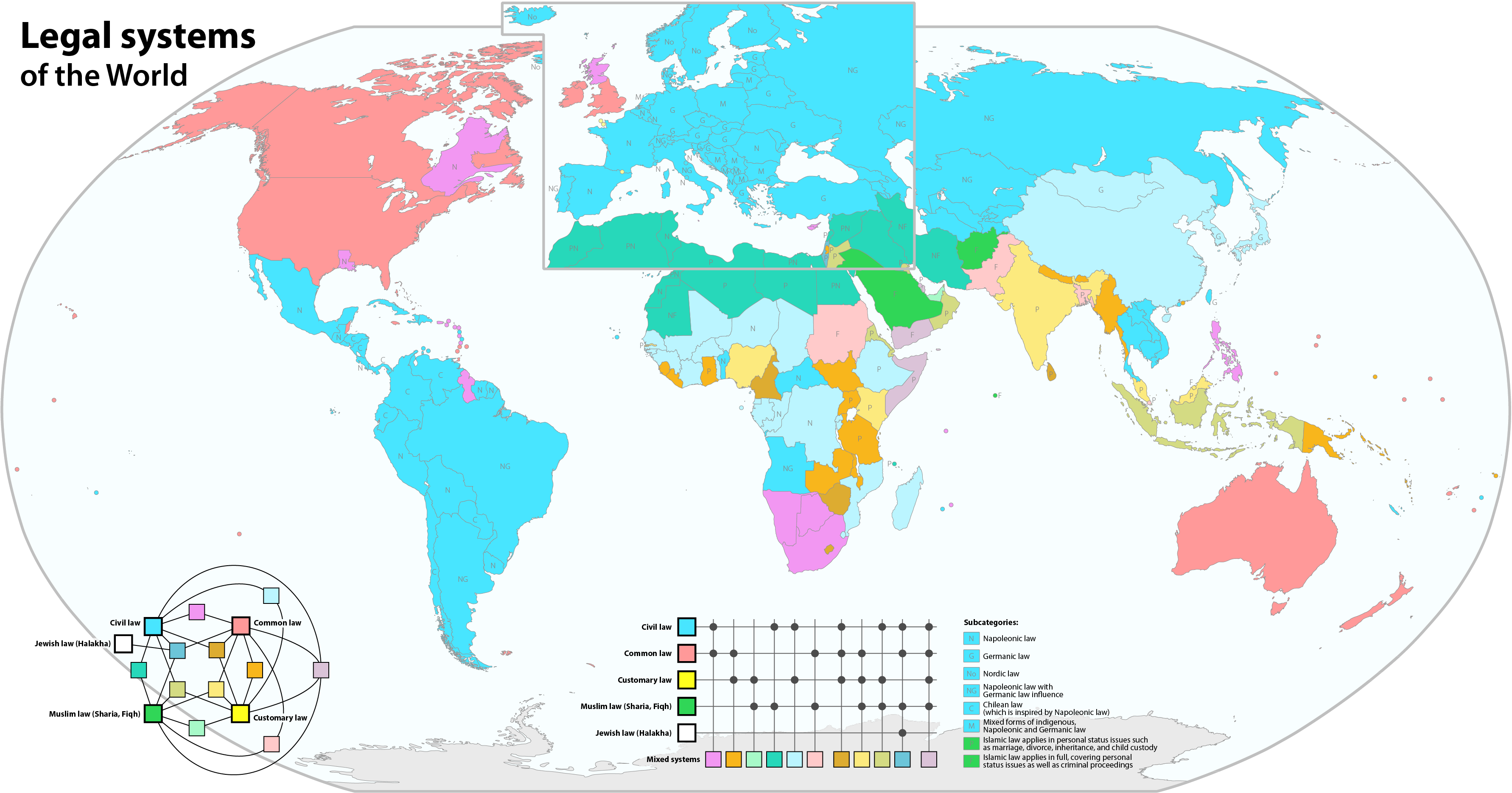
Sistemi legali nel mondo

La consuetudine, detta anche uso normativo, è una fonte del diritto. Essa consiste in un comportamento costante e uniforme (diuturnitas), tenuto dai consociati con la convinzione (opinio iuris) che tale comportamento sia doveroso o da considerarsi moralmente obbligatorio.

## Caratteristiche generali
Tra le più antiche forme di regolamentazione, gli usi e consuetudini hanno rilievo in particolare negli ordinamenti di common law.
In altre parole, gli usi trovano fondamento giuridico nella ripetizione costante e uniforme di un dato comportamento da parte dei consociati (componente oggettiva della norma consuetudinaria), che agiscono con la convinzione di essere vincolati giuridicamente a tenere quel determinato comportamento (componente soggettiva della norma consuetudinaria).
Diversa dagli usi e dalle consuetudini è la prassi, dato che consiste in un comportamento continuativamente posto in essere da diversi soggetti senza però che questi ritengano che sia obbligatorio; la prassi non è fonte del diritto.

## Tipologia

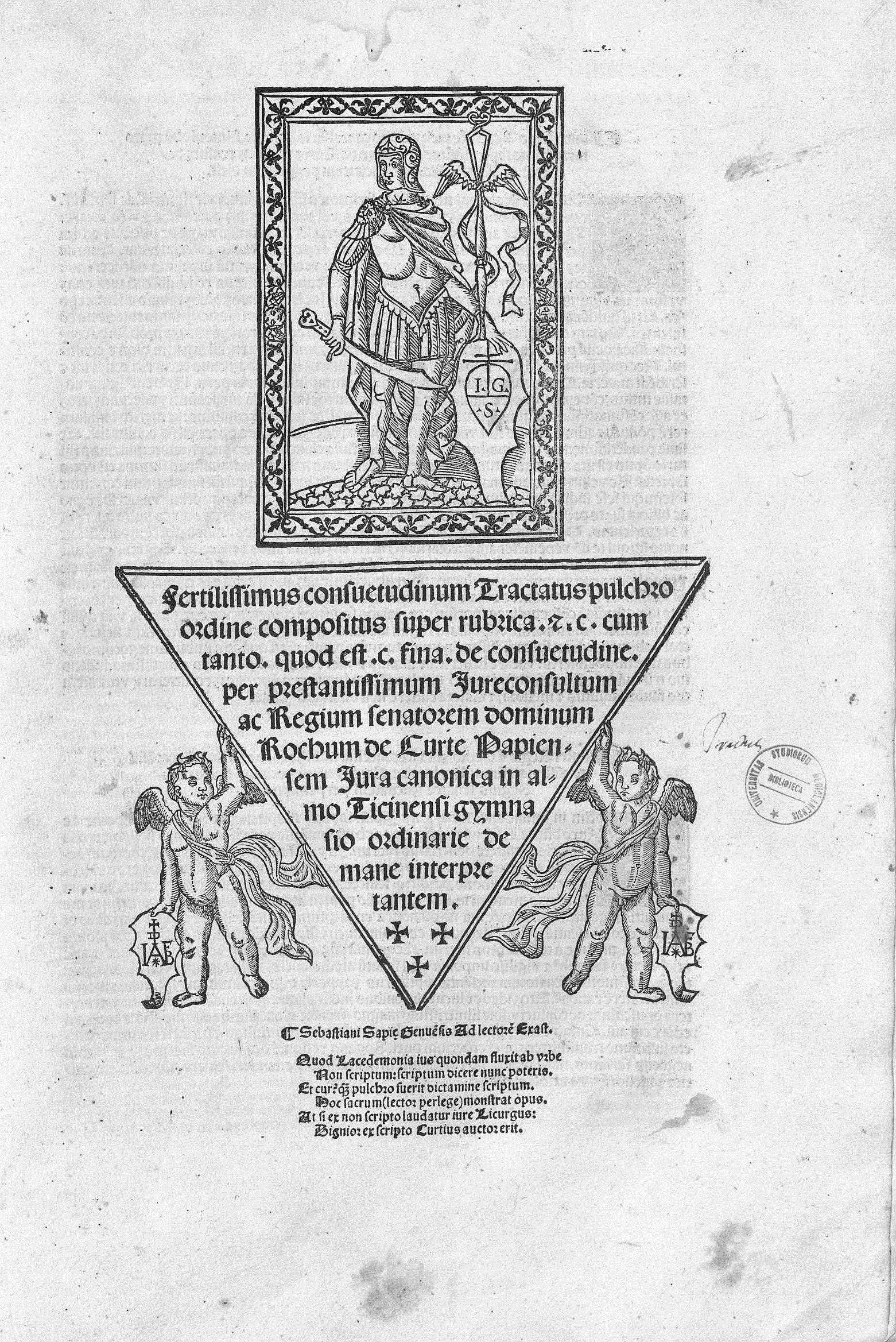
Rocco Corte, De consuetudine, 1517

Esistono tre diversi generi di consuetudini:
- Consuetudo secundum legem ("consuetudine secondo la legge"): è la consuetudine che opera in senso integrativo della norma di legge: ad esempio laddove si sforza di dare un significato particolare a un elemento della norma per renderlo più adeguato agli usi locali o alle mutate esigenze sociali (consuetudine interpretativa);
- Consuetudo praeter legem ("oltre la legge"): è quella consuetudine che disciplina un ambito non ancora disciplinato dalla legge;
- Consuetudo contra legem ("contro la legge"): è quella consuetudine che opera in direzione opposta al precetto legislativo non potendo così produrre effetti giuridici.

## Diritto civile italiano
Perché la consuetudine venga apprezzata dal giudice quale elemento interpretativo di un contratto è necessario:
- che non sia contraria alla legge o a norme imperative;
- che sia richiamata dalla legge o dal regolamento (art. 8 disp. preliminari al c.c.);
- che sia pubblicata nelle raccolte ufficiali di enti e organi a ciò autorizzati (art. 9 disp. preliminari al c.c.), ovvero sia provata la sua esistenza dal soggetto che in sede processuale ne ha interesse (art. 2697 c.c.);
- che sia rilevante in seno alla questione giuridica trattata, essendo la consuetudine non estendibile per analogia.

Laddove la consuetudine sia di tipo normativo potrà essere valutata ai sensi dell'art. 1340 c.c. come clausola d'uso del contratto, ove sussistano le volontà comuni, l'accordo dei contraenti in tal senso (art. 1374 c.c.).
Inoltre, l'applicazione della clausola consuetudinaria dovrà tener conto degli aspetti del sinallagma contrattuale, onde attuare un bilanciamento delle prestazioni e reperire il nesso di reciprocità fra le stesse, onde non siano sproporzionate fra loro o eccessive rispetto all'iniziale volontà dei contraenti.

## La consuetudine nel diritto internazionale
Nel diritto internazionale la consuetudine è considerata:
- fonte di rango primario: essa è, infatti, posta al vertice della gerarchia delle fonti del diritto internazionale. Tale primazia si assume soltanto in termini logici, non avendo alcun valore giuridico.
- fonte di diritto generale: vale a dire come una norma che viene applicata a tutti gli Stati indipendentemente dalla loro adesione alla consuetudine.

Pur essendo posta al vertice della gerarchia, la consuetudine internazionale ha un carattere flessibile, in quanto può essere derogata anche da un trattato. Fanno eccezione a tale principio le consuetudini che riguardano lo ius cogens. In tale materia, infatti, i trattati non possono derogare alle consuetudini. Nel rapporto tra norma generale (consuetudine) e particolare (trattati e simili), si applicano principi classici del diritto; per cui: la norma successiva deroga quella precedente; la norma speciale deroga quella generale.
L'ordinamento giuridico italiano contiene una norma che consente automaticamente l'ingresso delle consuetudini internazionali nel diritto italiano, con efficacia vincolante e pari a quella della Costituzione. Si tratta dell'art. 10 della Costituzione Italiana ai sensi del quale «l'ordinamento giuridico italiano si conforma alle norme del diritto internazionale generalmente riconosciute». Tale procedimento, detto di rinvio mobile, ha il pregio di consentire il continuo adeguamento del diritto italiano al diritto internazionale generale.

## La consuetudine nel diritto penale italiano
Nel diritto penale non ha asilo la consuetudo praeter legem. È infatti da escludere in modo assoluto che una consuetudine, operando in ambiti non coperti da legge, possa valere a configurare un fatto come reato in assenza di una legge che operi in tal senso: ciò in osservanza del principio di legalità sancito a livello costituzionale dall'art. 25, comma 2, della Costituzione italiana.
A maggior ragione, quindi, non può trovare spazio nell'ordinamento giuridico italiano la consuetudo contra legem. Qualora infatti una norma penale cada in disuso – perché raramente o mai applicata – essa rimarrà pur sempre in vigore, anche in virtù del principio dell'obbligatorietà dell'azione penale; essa può, al più, essere indice di mutati rapporti sociali che auspicano l'abrogazione delle norme cadute in desuetudine da parte del legislatore.
Resta la consuetudo secundum legem: a essa è attribuita una sia pur limitata applicazione poiché, risolvendosi in una consuetudine interpretativa, non è giuridicamente vincolante in quanto muta con il mutare del tempo e dell'ambiente. Parte della dottrina osserva come il mutare di una consuetudo secundum legem in sede penale possa talvolta risolversi, di fatto, in una modifica retroattiva in malam partem.